# Córdoba CF
Córdoba Club de Fútbol – hiszpański klub piłkarski, grający obecnie w Segunda División, mający siedzibę w mieście Kordoba leżącym w Andaluzji.

## Sezony
- 2004/2005: Segunda División - 18. miejsce (spadek)
- 2005/2006: Segunda División B - 6. miejsce
- 2006/2007: Segunda División B - 4. miejsce (awans)
- 2007/2008: Segunda División - 18. miejsce
- 2008/2009: Segunda División - 13. miejsce
- 2009/2010: Segunda División - 10. miejsce
- 2010/2011: Segunda División - 16. miejsce
- 2011/2012: Segunda División - 6. miejsce
- 2012/2013: Segunda División - 14. miejsce
- 2013/2014: Segunda División - 7. miejsce (awans-baraże)
- 2014/2015: Primera División - 20. miejsce (spadek)
- 2015/2016: Segunda División - 5. miejsce
- 2016/2017: Segunda División - 11. miejsce
- 2017/2018: Segunda División - 16. miejsce
- 2018/2019: Segunda División - 21. miejsce (spadek)
- 2019/2020: Segunda División B - 5. miejsce (grupa IV)
- 2020/2021: Segunda División B - 5. miejsce (grupa IV), 3. miejsce (grupa IV/D)
- 2021/2022: Segunda División RFEF - 1. miejsce (awans)
- 2022/2023: Primera Federación - 9. miejsce
- 2023/2024: Primera Federación - 2. miejsce (awans-baraże)
- 2024/2025: Segunda División -

## Historia
Klub został założony w 1954 roku. Swoje mecze rozgrywa na Estadio Nuevo Arcángel, który może pomieścić 15.425 widzów. Barwy klubu to kolory biały i zielony.